# Trofeo Laigueglia 2016
Il Trofeo Laigueglia 2016, cinquantatreesima edizione della corsa, valevole come prova dell'UCI Europe Tour 2016 e della Coppa Italia 2016, di categoria 1.HC, si svolse il 14 febbraio 2016 su un percorso di 192,5 km. 
È stata vinta dall'italiano Andrea Fedi che ha concluso la corsa in 5h00'55", alla media di 38,38 km/h, davanti all'altro italiano Sonny Colbrelli e a completare il podio lo sloveno Grega Bole.
Alla partenza 137 ciclisti presero il via, dei quali 57 portarono a termine la gara.

## Percorso
Sono 192,2 i chilometri complessivi da percorrere su un tracciato particolarmente tecnico ed impegnativo, che interesserà gran parte del territorio della provincia savonese. Dopo la partenza in via Roma a Laigueglia, i primi chilometri si sviluppano lungo la costa tra Alassio, Albenga e Ceriale, prima del passaggio sulla prima salita di giornata, quella di Onzo. Al termine della successiva discesa, che porterà i corridori ad Ortovero e Villanova d'Albenga, la strada ritornerà a salire verso Cima Paravenna (1º Gran Premio della Montagna), per poi ritornare sulla costa dove è previsto un passaggio in zona traguardo al chilometro 100 di gara. Si entra nella seconda metà di corsa con, in rapida successione, Capo Mele e Testico, dove ci sarà il 2º Gran Premio della Montagna di giornata; il preludio allo spettacolare circuito di 12,6 chilometri che inizia al passaggio sul traguardo di via Roma, che prevede le ascese a Capo Mele e Colla Micheri: circuito che i corridori dovranno percorrere per ben tre volte.

## Squadre e corridori partecipanti
| N.    | Cod. | Squadra                     |
| ----- | ---- | --------------------------- |
| 1-8   | LAM  | Lampre-Merida               |
| 11-18 | ITA  | Selezione italiana          |
| 21-28 | ALM  | AG2R La Mondiale            |
| 31-38 | FDJ  | FDJ                         |
| 41-48 | BAR  | Bardiani-CSF                |
| 51-58 | STH  | Southeast-Venezuela         |
| 61-68 | AND  | Androni Giocattoli-Sidermec |
| 71-78 | NIP  | Nippo-Vini Fantini          |
| 81-88 | GAZ  | Gazprom-RusVelo             |

| N.      | Cod. | Squadra                       |
| ------- | ---- | ----------------------------- |
| 91-98   | TNN  | Team Novo Nordisk             |
| 101-108 | DMP  | Delko-Marseille Provence-KTM  |
| 111-118 | ROT  | Team Roth                     |
| 121-128 | GME  | GM Europa Ovini               |
| 131-138 | NOR  | Norda-MG.Kvis-Vega            |
| 141-148 | CJC  | Christina Jewelry Pro Cycling |
| 151-158 | UNI  | Unieuro-Wilier                |
| 161-168 | AZT  | D'Amico-Bottecchia            |
| 171-178 | AMO  | Amore & Vita-Selle SMP        |

## Ordine d'arrivo (Top 10)
| Pos. | Corridore         | Squadra      | Tempo     |
| ---- | ----------------- | ------------ | --------- |
| 1    | Andrea Fedi       | Southeast    | 5h00'55"" |
| 2    | Sonny Colbrelli   | Bardiani-CSF | s.t.      |
| 3    | Grega Bole        | Nippo        | s.t.      |
| 4    | Fabio Felline     | Italia       | s.t.      |
| 5    | Francesco Gavazzi | Androni      | s.t.      |
| 6    | Diego Ulissi      | Lampre       | s.t.      |
| 7    | Arthur Vichot     | FDJ          | s.t.      |
| 8    | Matteo Busato     | Southeast    | s.t.      |
| 9    | Matteo Montaguti  | AG2R La M.   | s.t.      |
| 10   | Pierre Latour     | AG2R La M.   | s.t.      |